# Dresina

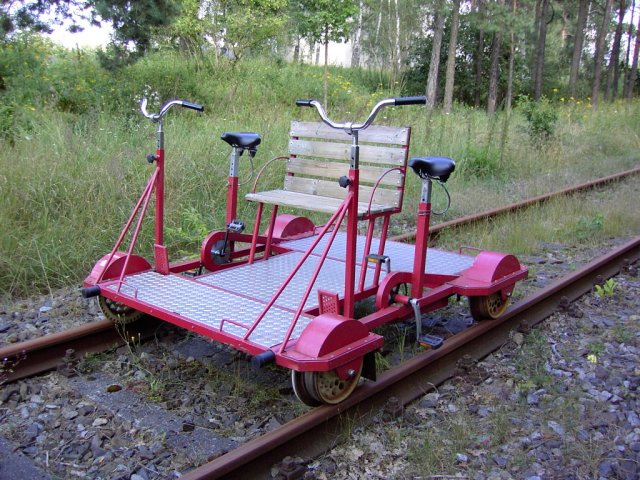
Dresina a pedales.

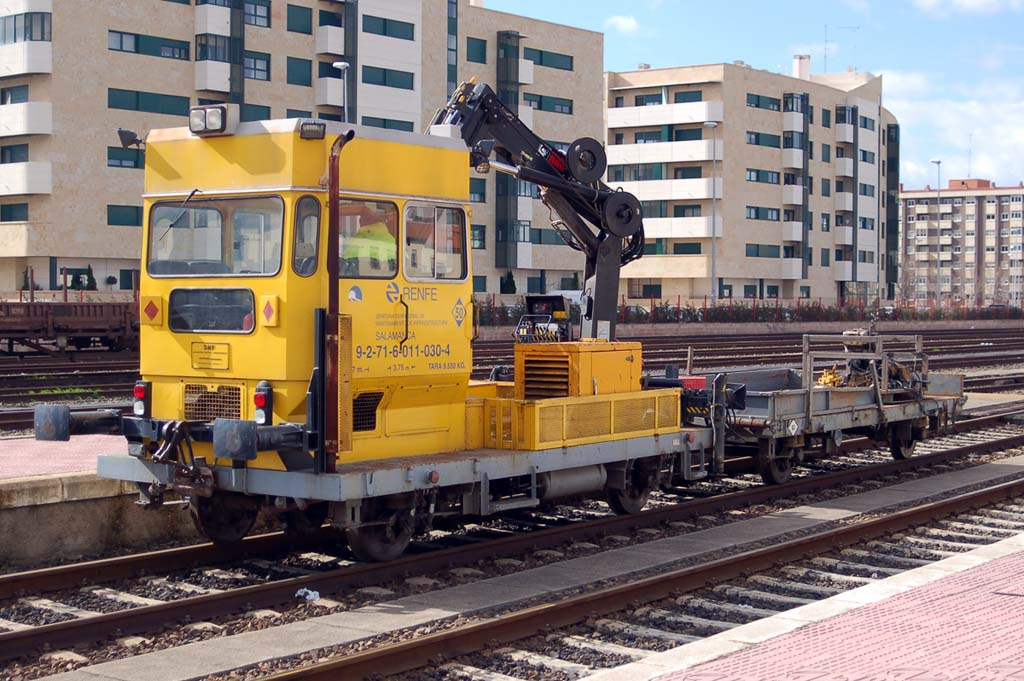
Dresina motorizada MINITREN KLV en Salamanca.

Una dresina es un vehículo ferroviario ligero, conducido por personal propio del servicio y diseñado para transportar al personal y el material necesarios para la conservación de las instalaciones ferroviarias.
En el parque motor existe una gran cantidad de fabricantes y modelos, pues se adaptan mucho al trabajo a realizar. Dentro del conjunto habría que diferenciar entre dresinas de vía y las de electrificación.

## Origen del nombre
El término epónimo deriva del barón alemán Karl Christian Ludwig Drais von Sauerbronn, quien inventó el primer vehículo de dos ruedas, al que llamó máquina andante (en alemán Laufmaschine), precursora de la bicicleta, en 1817, y que fue denominada draisiana (en honor a su inventor), que se llamaba draisine (en inglés) o draisienne (en francés) por la prensa.  Es la primera reivindicación fiable del uso práctico de bicicletas, básicamente el primer éxito comercial de dos ruedas, dirigibles, humano-máquina denominado velocípedo.

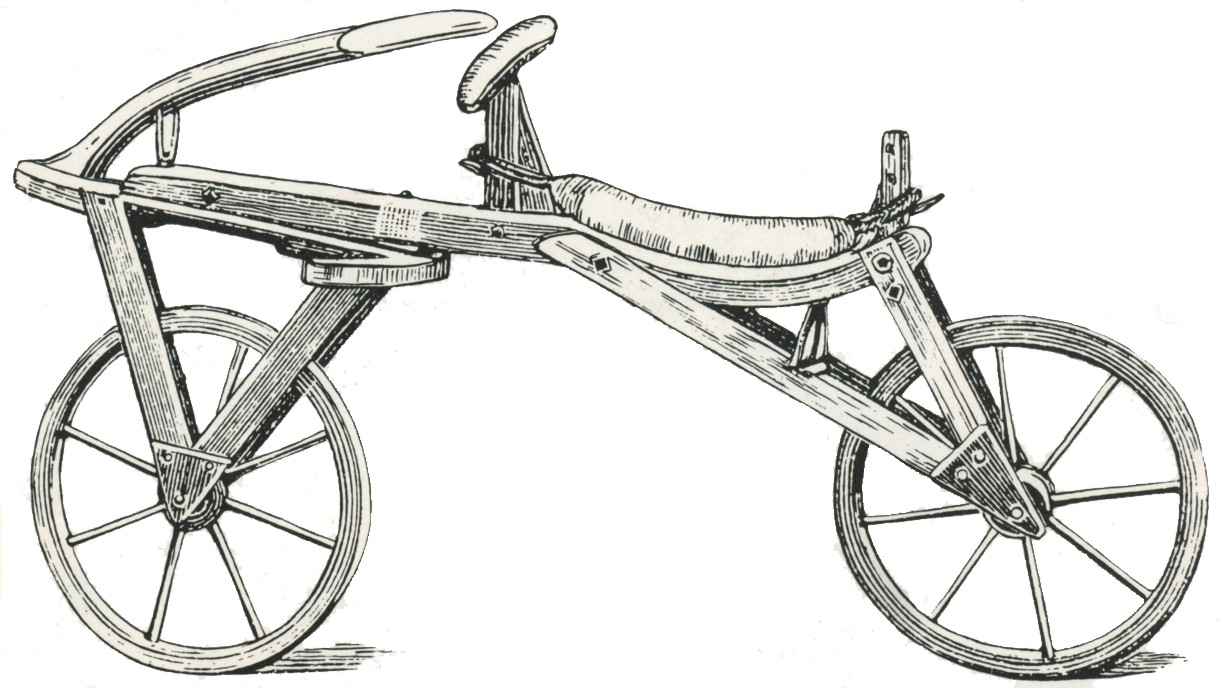
La «draisiana» (dandy-horse) de Drais (1817).

## Tipos de dresina

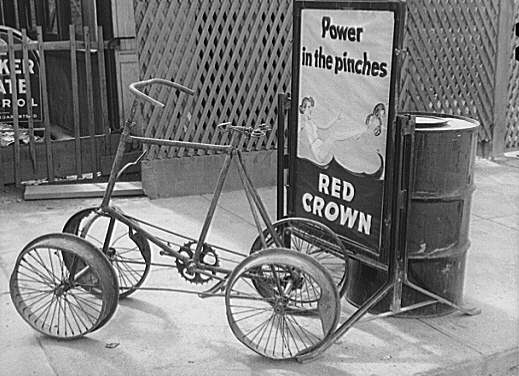
Dresina a pedales. En los primeros días tomó el lugar de la más moderna de accionamiento manual.
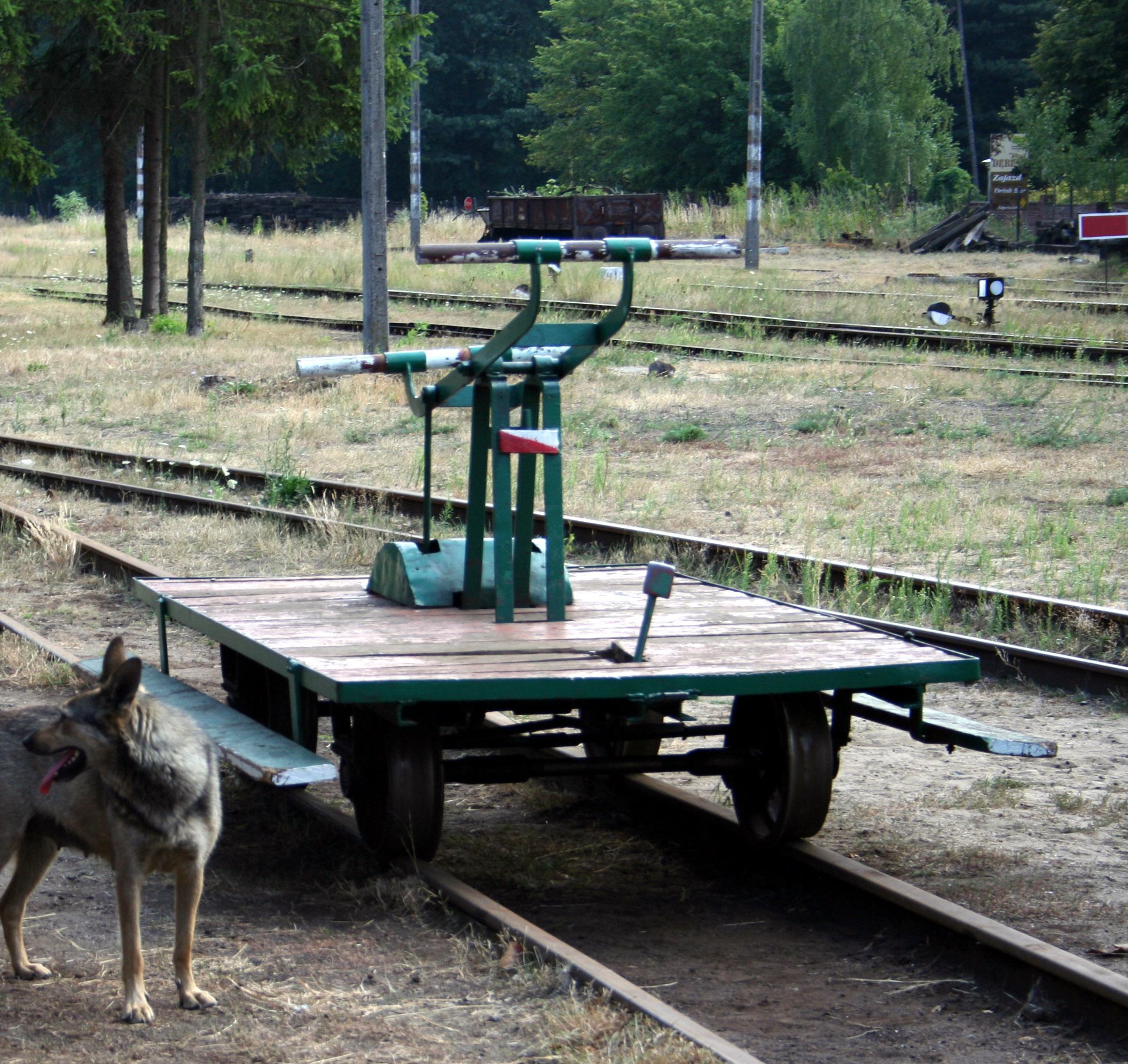
Dresina de accionamiento manual (zorra de bomba).
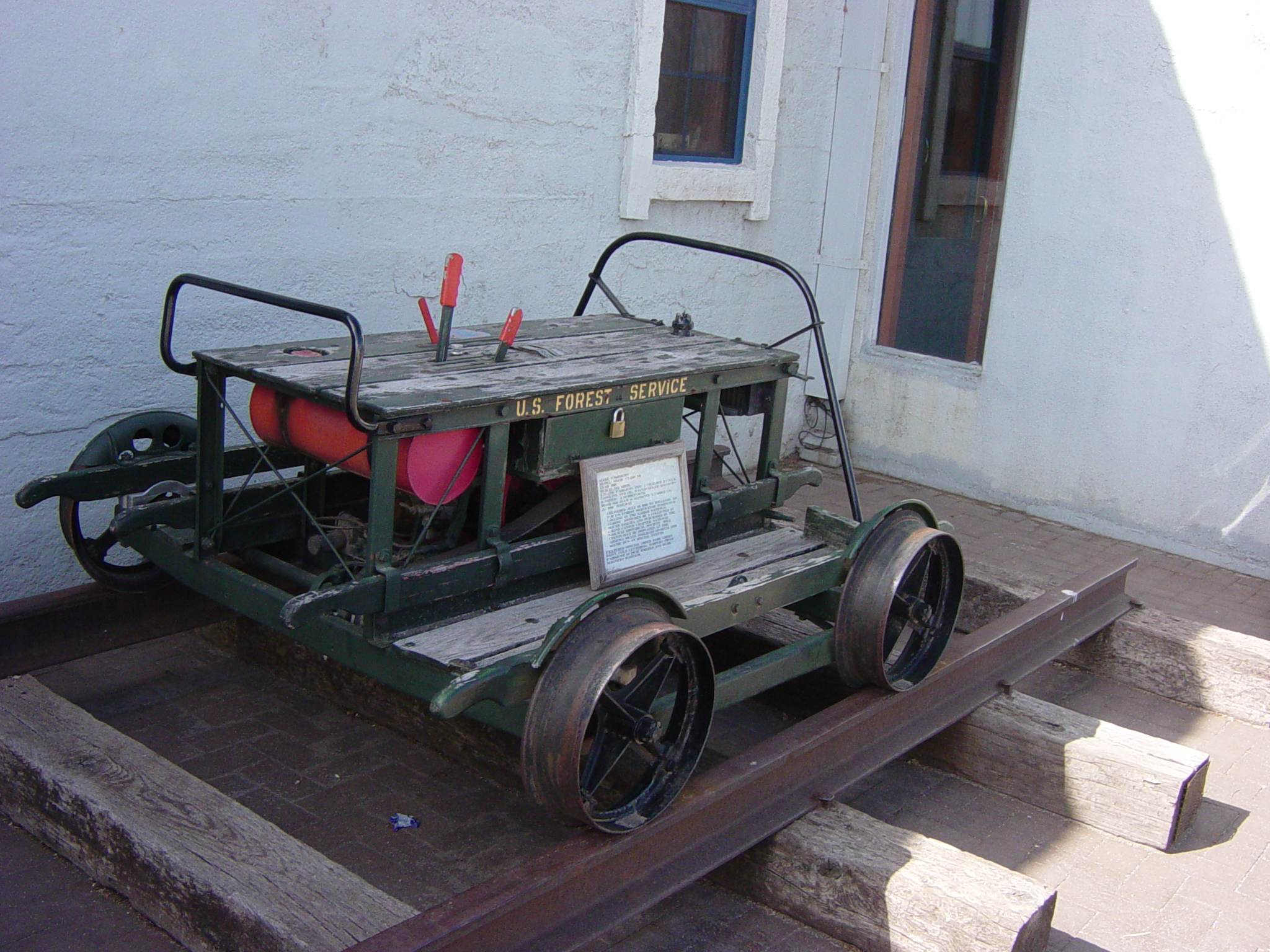
Dresina motorizada.
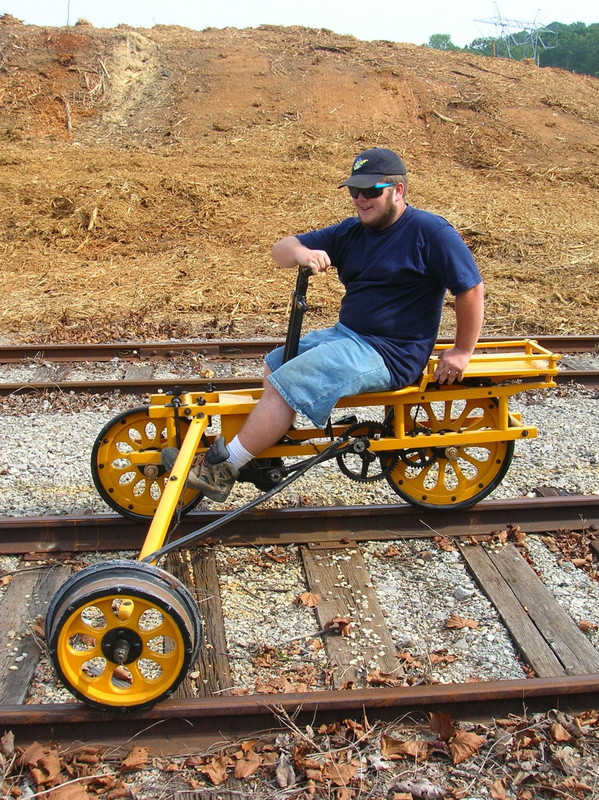
Dresina de tres ruedas.
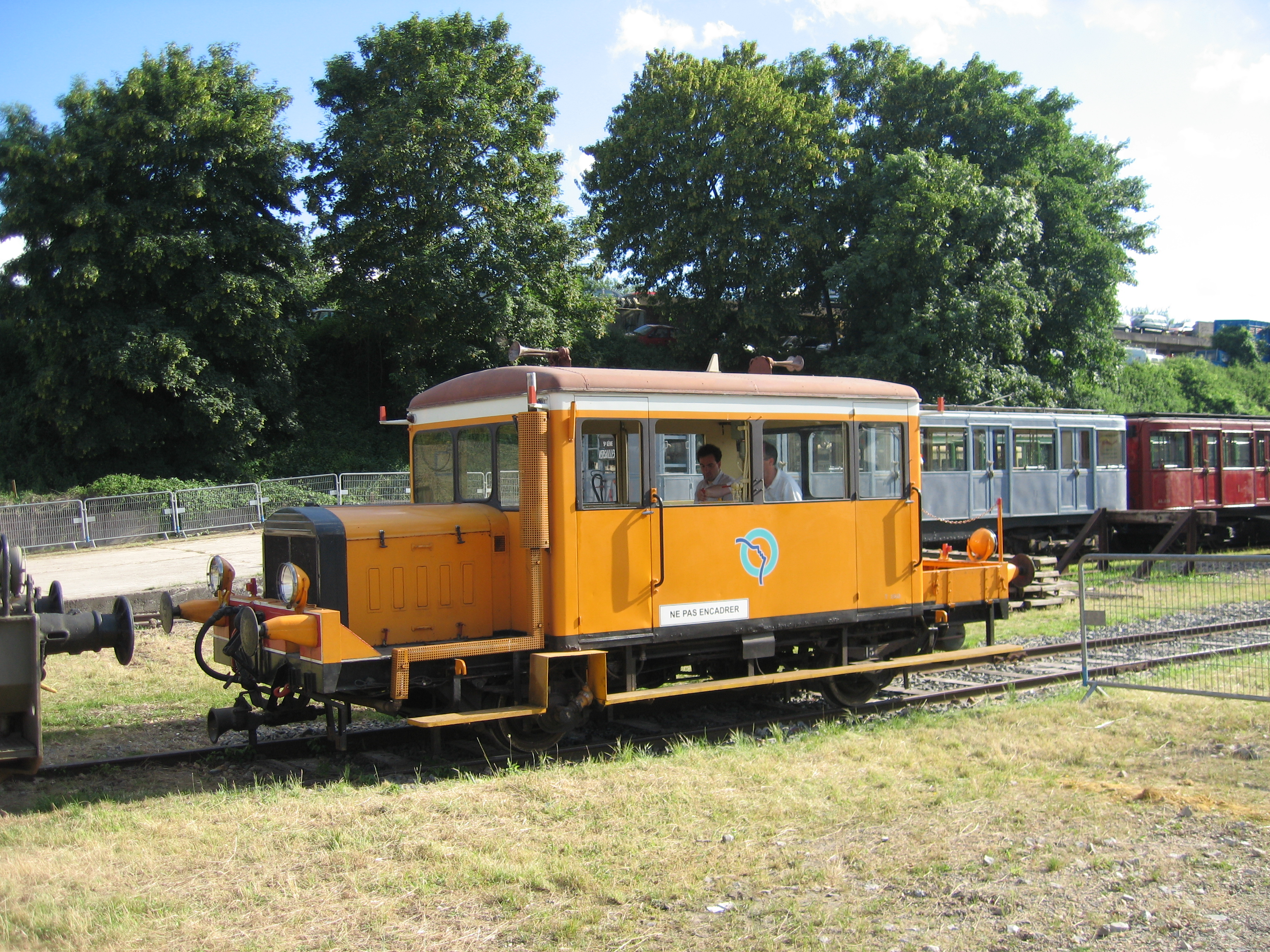
Dresina motorizada tipo autorriel.